# Atonale poëzie
Atonale poëzie is poëzie waarbij de betekenis van het woord is losgelaten.
Atonaal is een van de kenmerken van de poëzie van de Vijftigers. Met name de dichter Lucebert hanteerde het principe. Deze vorm van abstractie van het gedicht gaat verder dan die van de poésie pure (waarin het verhaal min of meer duidelijk is), maar minder ver dan die van het klankdicht (waar het alleen om klank gaat). Bij atonale poëzie is er nog wel de notie dat het ergens over gaat, alleen er is, ook na een diepgaande bestudering, geen min of meer duidelijke uitleg te geven.
door die groene of moede
musici al vroeg heen en
weer gegaan hoog veel
maar ook vaak laag
lig ik naast mij het krijgshaftig
najaarsweer nu neerslachtig
en wens niet meer dan
mij volstrekt eenzelvig
te bedelven onder mij
(Lucebert, uit apocrief)